# 朝日ノベルズ
朝日ノベルズ（あさひノベルズ）は朝日新聞出版から刊行されていたノベルズ判の小説レーベルである。2008年10月21日に創刊された（創刊作品の発売日による）。

## 概要
朝日ソノラマの2007年9月30日の会社清算によりソノラマ文庫の作品は朝日新聞社が受け継いだ。そのため2007年9月30日の朝日ソノラマの会社清算後から朝日新聞出版本部の分社化により、2008年4月1日の朝日新聞出版の会社設立の間に発売されたソノラマノベルズ作品では、朝日新聞社が版元になっている。
朝日新聞出版は朝日新聞社が受け継いだソノラマ文庫作品をそのまま受け継いでいる。そのため朝日ノベルズとしてのレーベル創刊以前にも　ソノラマ文庫の作品の新装版を新書判（ノベルズ判）の大きさで、ソノラマノベルズとして刊行していた。
朝日ノベルズ創刊後は、ソノラマノベルズとして刊行していたソノラマ文庫の新装版も朝日ノベルズをレーベル名で刊行している。ただし、ARIELシリーズなどすでにシリーズとして刊行している作品では例外もある。
ソノラマノベルズではソノラマ文庫の新装版としての作品や、ソノラマ文庫、ソノラマノベルズで活躍した作家の他社で発行されていた作品の新装版などが多く見受けられたが、朝日ノベルズになってからは新刊小説の刊行に加えてソノラマ文庫の新装版の刊行となっており。ソノラマノベルズよりも新刊小説の発行される割合が高くなっている。
主な著者にソノラマ文庫、ソノラマノベルズで活躍していた作家が多いことが特徴である。
上記の理由から朝日ノベルズの前身は朝日ソノラマのソノラマ文庫である。しかし朝日ソノラマの廃業によりソノラマ文庫は絶版になっており、新装版が刊行されている以外の作品の多くを新刊で手に入れることは、現在困難であり、ソノラマ文庫の入手希望者は新刊書店などでのデッドストックを手に入れるか、中古市場で手に入れることになる。

## 朝日ノベルズまでの経緯
ソノラマ文庫、ソノラマノベルズ（朝日ソノラマ、2007年9月30日まで）→ソノラマノベルズ（朝日新聞社、2007年10月1日～2008年3月31日）→ソノラマノベルズ（朝日新聞出版、2008年4月1日～2008年10月20日）→ソノラマノベルズ、朝日ノベルズ（朝日新聞出版、2008年10月21日～）

## 主な著者と作品
（ここでは朝日ノベルズとソノラマノベルズを区別していない。）
- 笹本祐一
  - 「ミニスカ宇宙海賊（‐パイレーツ）」シリーズ（イラスト 松本規之）
  - 新装版「ARIEL」シリーズ - 例外的に朝日ノベルズが創刊してもソノラマノベルズとして刊行されている[3]。新装版では文庫版の二冊分を一冊にまとめており、一巻ずつに書き下ろしの短編が含まれる。文庫版では20巻プラス番外編2巻だったものを、新装版では新書版10巻プラス番外編1巻として刊行する予定である。
- 吉岡平
  - 「エンブレムは葵」（イラスト 大森林）
  - 「突入!痛戦車小隊」（イラスト 野上武志）
  - 「無責任艦長タイラー スーパー・デラックス版」（イラスト 都築和彦）

- 小川一水
  - 「不全世界の創造手（‐アーキテクト）」（イラスト こいでたく）
- 菊地秀行
- 千葉暁
- 夢枕獏
- 火浦功
  - 「みのりちゃんの実験室 世界征服のすゝめ」（イラスト 水原賢治）
- 岩本隆雄
  - 「夏休みは銀河」（上下）（イラスト 間宮綾智）
  - 「ミドリノツキ」（イラスト 小菅久実）
- ひかわ玲子
  - 「龍の七部族」シリーズ（イラスト 末弥純）
- 梶尾真治
- 若木未生
  - 「ハイスクール・オーラバスター完全版」（イラスト 東冬）
- 庄司卓
  - 「それゆけ!宇宙戦艦ヤマモト・ヨーコ【完全版】」（イラスト 赤石沢貴士）
- 日下部匡俊
  - 「ゼーガペイン 忘却の女王」（イラスト 幡池裕行）
  - 「ゼーガペイン 喪失の扉」（イラスト 大貫健一）
- 水月郁見
  - 「たたかう図書委員」（イラスト えむかみ）